# Заречье (Покровское поселение)
Заречье — деревня в Козельском районе Калужской области. Входит в состав Сельского поселения «Село Покровск».
Заречье расположено на правом берегу реки Клютома, на противоположном берегу реки деревня — Костешово. Заречье находится примерно в 3 км к юго-востоку от села Покровск.

## Население
На 2010 год население составляло 4 человека.